# Шогрінське
Шо́грінське (рос. Шогринское) — село у складі Артемовського міського округу Свердловської області.
Населення — 738 осіб (2010, 691 у 2002).
Національний склад населення станом на 2002 рік: росіяни — 89 %.